# Euodynerus variegatus
Euodynerus variegatus är en stekelart som först beskrevs av Fabricius 1793.  Euodynerus variegatus ingår i släktet kamgetingar, och familjen Eumenidae.

## Underarter
Arten delas in i följande underarter:
- E. v. kruegeri
- E. v. rhynchiformis